# Le Vilain Petit Canard (film, 2010)
Pour les articles homonymes, voir Le Vilain Petit Canard (homonymie).
Pour plus de détails, voir Fiche technique et Distribution.
Le Vilain Petit Canard est un film d'animation russe réalisé par Garri Bardine, sorti en 2010. Il est adapté du conte éponyme de Hans Christian Andersen. Le film utilise la technique de l'animation image par image.

## Fiche technique
- Titre original : Gadkij Utënok (Гадкий утёнок)
- Titre français : Le Vilain Petit Canard
- Réalisation : Garri Bardine
- Sociétés de distribution : KMBO (France), K-Films Amérique (Québec)
- Textes de poésies : Yuli Kim
- Pays de production :  Russie
- Langue originale : russe
- Format : couleur
- Genre : animation
- Durée : 75 minutes
- Dates de sortie :
  - Suisse : 11 août 2010 (Festival de Locarno)[1],[2],[3]
  - Russie : 16 septembre 2010
  - France : 2 novembre 2011
  - Québec : 22 juin 2012

## Production
En juin 2011, le film reçoit le soutien de l'AFCAE (Association française des cinémas d'art et d'essai). Le film recherche ensuite un soutien financier pour le doublage en français, avec l'aide de Touscoprod, et bénéficie d'une sortie en salles en France le 2 novembre 2011.

## Distinction
- 24e cérémonie des Nika : meilleur film d'animation